# Sci di fondo ai X Giochi olimpici invernali - Staffetta maschile
La competizione della staffetta maschile 4x10 km di sci di fondo ai X Giochi olimpici invernali si è svolta il 14 febbraio; il percorso si snodava ad Autrans e presero parte alla competizione 15 squadre nazionali.

## Classifica Finale
| Pos.    | Nazione          | Atleti              | Tempi Individuali | Tempo Totale |
| ------- | ---------------- | ------------------- | ----------------- | ------------ |
| Oro     | Norvegia         | Odd Martinsen       | 31'57"3           | 2:08'33"5    |
| Oro     | Norvegia         | Pål Tyldum          | 32'13"8           | 2:08'33"5    |
| Oro     | Norvegia         | Harald Grønningen   | 32'05"2           | 2:08'33"5    |
| Oro     | Norvegia         | Ole Ellefsæter      | 32'17"2           | 2:08'33"5    |
| Argento | Svezia           | Jan Halvarsson      | 32'37"0           | 2:10'13"2    |
| Argento | Svezia           | Bjarne Andersson    | 32'26"4           | 2:10'13"2    |
| Argento | Svezia           | Gunnar Larsson      | 32'24"4           | 2:10'13"2    |
| Argento | Svezia           | Assar Rönnlund      | 32'45"4           | 2:10'13"2    |
| Bronzo  | Finlandia        | Kalevi Oikarainen   | 33'00"7           | 2:10'56"7    |
| Bronzo  | Finlandia        | Hannu Taipale       | 33'16"0           | 2:10'56"7    |
| Bronzo  | Finlandia        | Kalevi Laurila      | 32'16"3           | 2:10'56"7    |
| Bronzo  | Finlandia        | Eero Mäntyranta     | 32'23"7           | 2:10'56"7    |
| 4       | Unione Sovietica | Vladimir Voronkov   | 32'38"4           | 2:10'57"2    |
| 4       | Unione Sovietica | Anatoly Akentyev    | 32'32"5           | 2:10'57"2    |
| 4       | Unione Sovietica | Valery Tarakanov    | 32'56"4           | 2:10'57"2    |
| 4       | Unione Sovietica | Vjačeslav Vedenin   | 32'49"9           | 2:10'57"2    |
| 5       | Svizzera         | Konrad Hischier     | 34'27"1           | 2:15'32"4    |
| 5       | Svizzera         | Josef Haas          | 33'02"2           | 2:15'32"4    |
| 5       | Svizzera         | Flury Koch          | 33'45"9           | 2:15'32"4    |
| 5       | Svizzera         | Alois Kälin         | 34'17"2           | 2:15'32"4    |
| 6       | Italia           | Giulio De Florian   | 34'58"4           | 2:16'32"2    |
| 6       | Italia           | Franco Nones        | 33'55"6           | 2:16'32"2    |
| 6       | Italia           | Palmiro Serafini    | 34'09"9           | 2:16'32"2    |
| 6       | Italia           | Aldo Stella         | 33'28"3           | 2:16'32"2    |
| 7       | Germania Est     | Gerhard Grimmer     | 33'52"1           | 2:19'22"8    |
| 7       | Germania Est     | Axel Lesser         | 34'00"3           | 2:19'22"8    |
| 7       | Germania Est     | Peter Thiel         | 36'46"5           | 2:19'22"8    |
| 7       | Germania Est     | Gert-Dietmar Klause | 34'43"9           | 2:19'22"8    |
| 8       | Germania Ovest   | Helmut Gerlach      | 34'53"5           | 2:19'37"6    |
| 8       | Germania Ovest   | Walter Demel        | 33'42"2           | 2:19'37"6    |
| 8       | Germania Ovest   | Herbert Steinbeißer | 35'27"1           | 2:19'37"6    |
| 8       | Germania Ovest   | Karl Buhl           | 35'34"8           | 2:19'37"6    |
| 9       | Cecoslovacchia   | Ján Fajstavr        | 34'23"4           | 2:19'51"3    |
| 9       | Cecoslovacchia   | Vít Fousek          | 36'01"0           | 2:19'51"3    |
| 9       | Cecoslovacchia   | Václav Peřina       | 35'12"0           | 2:19'51"3    |
| 9       | Cecoslovacchia   | Karel Štefl         | 34'14"9           | 2:19'51"3    |
| 10      | Giappone         | Tokio Sato          | 33'38"4           | 2:20'54"8    |
| 10      | Giappone         | Sotoo Okushiba      | 35'14"4           | 2:20'54"8    |
| 10      | Giappone         | Kazuo Sato          | 35'04"5           | 2:20'54"8    |
| 10      | Giappone         | Akiyoshi Matsuoka   | 36'57"5           | 2:20'54"8    |
| 11      | Francia          | Félix Mathieu       | 34'17"9           | 2:21'23"0    |
| 11      | Francia          | Victor Arbez        | 34'05"8           | 2:21'23"0    |
| 11      | Francia          | Philippe Baradel    | 37'36"3           | 2:21'23"0    |
| 11      | Francia          | Roger Pires         | 35'23"0           | 2:21'23"0    |
| 12      | Stati Uniti      | Mike Gallagher      | 33'45"0           | 2:21'30"4    |
| 12      | Stati Uniti      | Mike Elliott        | 35'09"7           | 2:21'30"4    |
| 12      | Stati Uniti      | Robert Gray         | 35'32"6           | 2:21'30"4    |
| 12      | Stati Uniti      | John Bower          | 37'03"1           | 2:21'30"4    |
| 13      | Austria          | Heinrich Wallner    | 35'42"2           | 2:22'29"4    |
| 13      | Austria          | Franz Vetter        | 35'02"6           | 2:22'29"4    |
| 13      | Austria          | Ernst Pühringer     | 36'25"2           | 2:22'29"4    |
| 13      | Austria          | Andreas Janc        | 35'19"4           | 2:22'29"4    |
| 14      | Canada           | Nils Skulbru        | 37'34"5           | 2:29'12"7    |
| 14      | Canada           | Rolf Pettersen      | 37'56"2           | 2:29'12"7    |
| 14      | Canada           | Esko Karu           | 38'29"4           | 2:29'12"7    |
| 14      | Canada           | David Rees          | 35'12"6           | 2:29'12"7    |
| 15      | Turchia          | Rızvan Özbey        | 42'09"1           | 3:01'52"1    |
| 15      | Turchia          | Yaşar Ören          | 45'36"0           | 3:01'52"1    |
| 15      | Turchia          | Şeref Çınar         | 48'12"2           | 3:01'52"1    |
| 15      | Turchia          | Naci Öğün           | 45'54"8           | 3:01'52"1    |

### Prima frazione
| Pos. | Nazione           | Atleta           | Tempo   |
| ---- | ----------------- | ---------------- | ------- |
| 1    | Odd Martinsen     | Norvegia         | 31'57"3 |
| 2    | Jan Halvarsson    | Svezia           | 32'37"0 |
| 3    | Vladimir Voronkov | Unione Sovietica | 32'38"4 |
| 4    | Kalevi Oikarainen | Finlandia        | 33'00"7 |
| 5    | Tokio Sato        | Giappone         | 33'38"4 |
| 6    | Mike Gallagher    | Stati Uniti      | 33'45"0 |
| 7    | Gerhard Grimmer   | Germania Est     | 33'52"1 |
| 8    | Félix Mathieu     | Francia          | 34'17"9 |
| 9    | Ján Fajstavr      | Cecoslovacchia   | 34'23"4 |
| 10   | Konrad Hischier   | Svizzera         | 34'27"1 |
| 11   | Helmut Gerlach    | Germania Ovest   | 34'53"5 |
| 12   | Giulio De Florian | Italia           | 34'58"4 |
| 13   | Heinrich Wallner  | Austria          | 35'42"2 |
| 14   | Nils Skulbru      | Canada           | 37'34"5 |
| 15   | Rızvan Özbey      | Turchia          | 42'09"1 |

### Seconda frazione
| Pos. | Nazione          | Atleta           | Individuale | Totale    |
| ---- | ---------------- | ---------------- | ----------- | --------- |
| 1    | Pål Tyldum       | Norvegia         | 32'13"8     | 1:04'11"1 |
| 2    | Bjarne Andersson | Svezia           | 32'26"4     | 1:05'03"4 |
| 3    | Anatoly Akentyev | Unione Sovietica | 32'32"5     | 1:05'10"9 |
| 4    | Hannu Taipale    | Finlandia        | 33'16"0     | 1:06'16"7 |
| 5    | Josef Haas       | Svizzera         | 33'02"2     | 1:07'29"3 |
| 6    | Axel Lesser      | Germania Est     | 34'00"3     | 1:07'52"4 |
| 7    | Victor Arbez     | Francia          | 34'05"8     | 1:08'23"7 |
| 8    | Walter Demel     | Germania Ovest   | 33'42"2     | 1:08'35"7 |
| 9    | Sotoo Okushiba   | Giappone         | 35'14"4     | 1:08'52"8 |
| 10   | Franco Nones     | Italia           | 33'55"6     | 1:08'54"0 |
| 11   | Mike Elliott     | Stati Uniti      | 35'09"7     | 1:08'54"7 |
| 12   | Vít Fousek       | Cecoslovacchia   | 36'01"0     | 1:10'24"4 |
| 13   | Franz Vetter     | Austria          | 35'02"6     | 1:10'44"8 |
| 14   | Rolf Pettersen   | Canada           | 37'56"2     | 1:15'30"7 |
| 15   | Yaşar Ören       | Turchia          | 45'36"0     | 1:27'45"1 |

### Terza frazione
| Pos. | Nazione             | Atleta           | Individuale | Totale    |
| ---- | ------------------- | ---------------- | ----------- | --------- |
| 1    | Harald Grønningen   | Norvegia         | 32'05"2     | 1:36'16"3 |
| 2    | Gunnar Larsson      | Svezia           | 32'24"4     | 1:37'27"8 |
| 3    | Valery Tarakanov    | Unione Sovietica | 32'56"4     | 1:38'07"3 |
| 4    | Kalevi Laurila      | Finlandia        | 32'16"3     | 1:38'33"0 |
| 5    | Flury Koch          | Svizzera         | 33'45"9     | 1:41'15"2 |
| 6    | Palmiro Serafini    | Italia           | 34'09"9     | 1:43'03"9 |
| 7    | Kazuo Sato          | Giappone         | 35'04"5     | 1:43'57"3 |
| 8    | Herbert Steinbeißer | Germania Ovest   | 35'27"1     | 1:44'02"8 |
| 9    | Robert Gray         | Stati Uniti      | 35'32"6     | 1:44'27"3 |
| 10   | Peter Thiel         | Germania Est     | 36'46"5     | 1:44'38"9 |
| 11   | Václav Peřina       | Cecoslovacchia   | 35'12"0     | 1:45'36"4 |
| 12   | Philippe Baradel    | Francia          | 37'36"3     | 1:46'00"0 |
| 13   | Ernst Pühringer     | Austria          | 36'25"2     | 1:47'10"0 |
| 14   | Esko Karu           | Canada           | 38'29"4     | 1:54'00"1 |
| 15   | Şeref Çınar         | Turchia          | 48'12"2     | 2:15'57"3 |

### Quarta frazione
| Pos. | Nazione             | Atleta           | Individuale | Totale    |
| ---- | ------------------- | ---------------- | ----------- | --------- |
| 1    | Ole Ellefsæter      | Norvegia         | 32'17"2     | 2:08'33"5 |
| 2    | Assar Rönnlund      | Svezia           | 32'45"4     | 2:10'13"2 |
| 3    | Eero Mäntyranta     | Finlandia        | 32'23"7     | 2:10'56"7 |
| 4    | Vjačeslav Vedenin   | Unione Sovietica | 32'49"9     | 2:10'57"2 |
| 5    | Alois Kälin         | Svizzera         | 34'17"2     | 2:15'32"4 |
| 6    | Aldo Stella         | Italia           | 33'28"3     | 2:16'32"2 |
| 7    | Gert-Dietmar Klause | Germania Est     | 34'43"9     | 2:19'22"8 |
| 8    | Karl Buhl           | Germania Ovest   | 35'34"8     | 2:19'37"6 |
| 9    | Karel Štefl         | Cecoslovacchia   | 34'14"9     | 2:19'51"3 |
| 10   | Akiyoshi Matsuoka   | Giappone         | 36'57"5     | 2:20'54"8 |
| 11   | Roger Pires         | Francia          | 35'23"0     | 2:21'23"0 |
| 12   | John Bower          | Stati Uniti      | 37'03"1     | 2:21'30"4 |
| 13   | Andreas Janc        | Austria          | 35'19"4     | 2:22'29"4 |
| 14   | David Rees          | Canada           | 35'12"6     | 2:29'12"7 |
| 15   | Naci Öğün           | Turchia          | 45'54"8     | 3:01'52"1 |